# Akira Nakagawa
Akira Nakagawa (中川 玲 Nakagawa Akira) es una seiyū japonesa nacida un 23 de enero en Gotenba, Prefectura de Shizuoka. También es conocida como Reiko Nakagawa (中川 玲子 o なかがわ れいこ).
Ha participado en series como Shōjo Kakumei Utena y The Prince of Tennis. Está afiliada a Office-Be.

## Roles interpretados

### Series de Anime
- Aishiteruze Baby como la Maestra de Shōta
- Bokura wa Minna Kawaisou como la Madre de Chinatsu
- Capeta como Shin-chan
- Ginyuu Mokushiroku Meine Liebe wieder como Franz y la Madre de Lui
- Idaten Jump como Rin
- Katekyō Hitman Reborn! como la madre de Shōichi Irie
- Let's Nupu-Nupu como Sket Sister Desuwa
- Mamimume Mogacho como Wakocho
- Martian Successor Nadesico como la madre de Ai, Harumi Tanaka y Ririkaru
- Medabots como Tawaraama
- Mushishi como la madre de Biki
- Nyan Koi! como la madre de Harumi
- Saint October como la Madre de Kazu
- Shin Hakkenden como Ryou
- Shōjo Kakumei Utena como Keiko Sonoda
- Sugar Sugar Rune como Hajime Nishitani, Komachi Onodera y Shinobu
- The Prince of Tennis como Kachirō Katō y Karupin
- Urayasu Tekkin Kazoku como la Madre de Fuguo y Kitsune
- Yu-Gi-Oh! 5D's como Setsuko Izayoi

### OVAs
- Prince of Tennis Zenkoku Taikai-Hen como Kachirō Katō
- The Prince of Tennis: A day of the Survival Mountain como Kachirō Katō
- The Prince of Tennis: Another Story como Kachirō Katō

### Películas
- Martian Successor Nadesico: The Prince of Darkness como Harumi Tanaka

## Música
Formó parte de las Howmei Girls para la serie Martian Successor Nadesico, junto con Akiko Yajima, Emi Motoi, Yumi Matsuzawa y Tomoko Kawakami. Interpretaron los siguientes temas:
- Ginga no Christmas (acompañadas por Miyuki Ichijō)
- Delicious Island